# Sebastià Roca
Sebastià Roca fou clergue natural de la vila de La Roca del Vallès.
Roca va exercir com a organista de la basílica de Santa Maria d'Igualada durant els anys 1574 i 1579, en aquest període va fer sonar l'orgue durant les festivitats de precepte i devocionals de l'any litúrgic i de la setmana de Corpus; a més es comprometia a "sonar i cantar" al mestre de l'estudi, Joan Gallart, a la vegada que ensenyava a llegir als minyons de l'escola, amb un sou anual de 45 lliures barcelonines.
L'any 1574 el prevere Pere Pellicer (qui posseïa el benefici de Sant Marc, demanà al bisbe de Vic per sol·licitar la seva aprovació per efectuar la unió dels beneficis de l'orgue. La demanda de Pellicer proposava la unió entre el benefici de Sant Marc i el dels Sants Abdó i Senen.
Va ser l'any 1579, cinc anys després de l'arribada de Roca, quan el bisbe de Vic decretà la petició de Pellicer. El càrrec d'organista de Roca un any després va passar a Agustí Vinyes qui el va fer sonar de l'any 1580 a l'any 1583.
Pel que fa al repertori dels antics mestres d'Igualada, al fons de la basílica de Santa Maria d'Igualada no s'ha trobat cap testimoni compositiu de Roca.